# Стотиот чекор
„Стотиот чекор” је југословенски и македонски ТВ филм из 1968. године. Режирао га је Благој Андреев а сценарио је написао Томе Арсовски.

## Улоге
| Глумац              | Улога      |
| ------------------- | ---------- |
| Дарко Дамевски      | Др. Мајски |
| Љупка Џундева       |            |
| Цветанка Јакимовска |            |
| Драги Костовски     |            |
| Илија Милчин        |            |